# Gonomyia (Leiponeura) curvistylata
Gonomyia (Leiponeura) curvistylata is een tweevleugelige uit de familie steltmuggen (Limoniidae). De soort komt voor in het Neotropisch gebied.